# Lizzano Malvasia Nera superiore
Il Lizzano Malvasia Nera superiore è un vino DOC la cui produzione è consentita nella provincia di Taranto.

## Caratteristiche organolettiche
- colore: rosso.
- odore: aroma caratteristico.
- sapore: vellutato, leggermente aromatico.

## Produzione
Provincia, stagione, volume in ettolitri
- nessun dato disponibile